# Stipe Miocic
Stipe Miocic (en croate: Stipe Miočić), né le 19 août 1982 à Euclid dans l'Ohio, est un pratiquant américano-croate d'arts martiaux mixtes (MMA). Au cours de sa carrière, il remporte à deux reprises le titre de champion des poids lourds de l'Ultimate Fighting Championship (UFC).
Le 14 mai 2016, il décroche le titre de champion UFC de la catégorie face à Fabrício Werdum et le défend à trois reprises avant de s'incliner et perdre sa ceinture face à Daniel Cormier, le 8 juillet 2018. Il prend sa revanche  en battant Daniel Cormier, le 17 août 2019, et récupère ainsi la ceinture. Cependant son règne se termine en mars 2021, à la suite de sa défaite face au Camerounais Francis Ngannou.
Miocic travaille également en tant que pompier et infirmier paramédical à Oakwood et Valley View.

## Palmarès en arts martiaux mixtes

### Distinctions
- Ultimate Fighting Championship
  - Champion des poids lourds
  - Combat de la soirée (contre Stefan Struve/contre Júnior dos Santos/contre Alistair Overeem) (trois fois)
  - KO de la soirée (une fois)
  - Performance de la soirée (trois fois)
  - 3 défenses de titres poids lourds consécutives
  - 6 combats pour le titre poids lourds gagné.

### Historique des combats
| 25 combats     | 20 victoires | 5 défaites |
| Par KO         | 14           | 4          |
| Par soumission | 1            | 0          |
| Sur décision   | 5            | 1          |

| Résultat | Record | Adversaire        | Méthode                                                | Événement                               | Date              | Round | Temps | Lieu                                    | Notes                                                                  |
| -------- | ------ | ----------------- | ------------------------------------------------------ | --------------------------------------- | ----------------- | ----- | ----- | --------------------------------------- | ---------------------------------------------------------------------- |
| Défaite  | 20-5   | Jon Jones         | TKO (coup de pied retourné au corps et coups de poing) | UFC 309                                 | 16 novembre 2024  | 3     | 4:29  | New York, Etat de New York , États-Unis | Pour le titre des poids lourds de l'UFC.                               |
| Défaite  | 20-4   | Francis Ngannou   | KO (coups de poing)                                    | UFC 260: Miocic vs. Ngannou 2           | 28 mars 2021      | 2     | 0:52  | Las Vegas, Nevada , États-Unis          | Perd le titre des poids lourds de l'UFC.                               |
| Victoire | 20-3   | Daniel Cormier    | Décision unanime                                       | UFC 252: Miocic vs. Cormier 3           | 15 août 2020      | 5     | 5:00  | Las Vegas, Nevada, États-Unis           | Défend le titre des poids lourds de l'UFC.                             |
| Victoire | 19-3   | Daniel Cormier    | TKO (coups de poing)                                   | UFC 241: Cormier vs. Miocic 2           | 17 août 2019      | 4     | 4:09  | Anaheim, Californie, États-Unis         | Remporte le titre des poids lourds de l'UFC. Performance de la soirée. |
| Défaite  | 18-3   | Daniel Cormier    | KO (coups de poing)                                    | UFC 226: Miocic vs. Cormier             | 8 juillet 2018    | 1     | 4:31  | Las Vegas, Nevada, États-Unis           | Perd le titre des poids lourds de l'UFC.                               |
| Victoire | 18-2   | Francis Ngannou   | Décision unanime                                       | UFC 220 : Miocic vs. Ngannou            | 21 janvier 2018   | 5     | 5:00  | Boston, Massachusetts, États-Unis       | Défend le titre des poids lourds de l'UFC.                             |
| Victoire | 17-2   | Junior dos Santos | KO (coups de poing)                                    | UFC 211: Miocic vs. dos Santos 2        | 13 mai 2017       | 1     | 2:22  | Dallas, Texas, États-Unis               | Défend le titre des poids lourds de l'UFC. Performance de la soirée.   |
| Victoire | 16-2   | Alistair Overeem  | KO (coups de poing)                                    | UFC 203: Miocic vs. Overeem             | 10 septembre 2016 | 1     | 4:27  | Cleveland, Ohio, États-Unis             | Défend le titre des poids lourds de l'UFC. Combat de la soirée.        |
| Victoire | 15-2   | Fabrício Werdum   | KO (coup de poing)                                     | UFC 198: Werdum vs. Miocic              | 14 mai 2016       | 1     | 2:47  | Curitiba, Brésil                        | Remporte le titre des poids lourds de l'UFC. Performance de la soirée. |
| Victoire | 14-2   | Andrei Arlovski   | TKO (coups de poing)                                   | UFC 195: Lawler vs. Condit              | 2 janvier 2016    | 1     | 0:54  | Las Vegas, Nevada, États-Unis           | Performance de la soirée.                                              |
| Victoire | 13-2   | Mark Hunt         | TKO (coups de poing)                                   | UFC Fight Night: Miocic vs. Hunt        | 10 mai 2015       | 5     | 2:47  | Adélaïde, Australie                     |                                                                        |
| Défaite  | 12-2   | Júnior dos Santos | Décision unanime                                       | UFC on Fox: dos Santos vs. Miocic       | 13 décembre 2014  | 5     | 5:00  | Phoenix, Arizona, États-Unis            | Combat de la soirée.                                                   |
| Victoire | 12-1   | Fábio Maldonado   | TKO (coups de poing)                                   | The Ultimate Fighter Brazil 3 Finale    | 31 mai 2014       | 1     | 0:35  | Sao Paulo, Brésil                       | Performance de la soirée.                                              |
| Victoire | 11-1   | Gabriel Gonzaga   | Décision unanime                                       | UFC on Fox: Henderson vs. Thomson       | 25 janvier 2014   | 3     | 5:00  | Chicago, Illinois, États-Unis           |                                                                        |
| Victoire | 10-1   | Roy Nelson        | Décision unanime                                       | UFC 161: Evans vs. Henderson            | 15 juin 2013      | 3     | 5:00  | Winnipeg, Manitoba, Canada              |                                                                        |
| Défaite  | 9-1    | Stefan Struve     | TKO (coups de poing)                                   | UFC on Fuel TV: Struve vs. Miocic       | 29 septembre 2012 | 2     | 3:50  | Nottingham, Angleterre                  | Combat de la soirée.                                                   |
| Victoire | 9-0    | Shane del Rosario | TKO (coups de coude)                                   | UFC 146: dos Santos vs. Mir             | 26 mai 2012       | 2     | 3:14  | Las Vegas, Nevada, États-Unis           |                                                                        |
| Victoire | 8-0    | Philip de Fries   | KO (coups de poing)                                    | UFC on Fuel TV: Sanchez vs. Ellenberger | 15 février 2012   | 1     | 0:43  | Omaha, Nebraska, États-Unis             | KO de la soirée.                                                       |
| Victoire | 7-0    | Joey Beltran      | Décision unanime                                       | UFC 136: Edgar vs. Maynard III          | 8 octobre 2011    | 3     | 5:00  | Houston, Texas, États-Unis              |                                                                        |
| Victoire | 6-0    | Bobby Brents      | Soumission (coups de pied aux jambes)                  | NAAFS: Fight Night in the Flats 7       | 4 juin 2011       | 2     | 4:27  | Cleveland, Ohio, États-Unis             |                                                                        |
| Victoire | 5-0    | William Penn      | KO (coup de poing)                                     | NAAFS: Caged Vengeance 9                | 16 avril 2011     | 1     | 2:23  | Cleveland, Ohio, États-Unis             |                                                                        |
| Victoire | 4-0    | Gregory Maynard   | TKO (coups de poing)                                   | NAAFS: Night of Champions 2010          | 4 décembre 2010   | 2     | 1:43  | Cleveland, Ohio, États-Unis             |                                                                        |
| Victoire | 3-0    | Jeremy Holm       | KO (coups de poing)                                    | NAAFS: Rock N Rumble 4                  | 28 août 2010      | 1     | 1:36  | Cleveland, Ohio, États-Unis             |                                                                        |
| Victoire | 2-0    | Paul Barry        | TKO (coups de poing)                                   | Moosin: God of Martial Arts             | 21 mai 2010       | 2     | 1:32  | Worcester, Massachusetts, États-Unis    |                                                                        |
| Victoire | 1-0    | Corey Mullis      | TKO (coups de poing)                                   | NAAFS: Caged Fury 9                     | 20 février 2010   | 1     | 0:17  | Cleveland, Ohio, États-Unis             |                                                                        |